# Михаил Тошков
Михаил Георгиев Тошков е писател с множество публикации в областта на критиката, литературната история и изобразителното изкуство.

## Биография
Михаил Тошков е роден на 9 януари 1931 г. в Пловдив. Негови произведения са преведени на английски, френски, руски, унгарски, финландски и румънски език. Дълги години работи като художник и има  изложби в Европа и Съединените щати.
Член е на Съюза на българските писатели и е съосновател на  Съюза на свободните писатели в България, създаден на 8 септември 1990 г. в град София. Незавършил възпитаник поради недостиг на средства е на Художествената академия.

## Награди
- Награда „Пеньо Пенев“ – за поезия (1990), за морска поезия – Варна (1990);
- Награда „Христо Ботев“ – за публицистика (2007);
- Награда на МНО – за цялостно литературно творчество.
- Годишна награда на СБП – за книжната продукция през 2010 г., „Смъртта не е...“ (2011)

## Издадени творби
- Тошков, Михаил. Въоръжени с надежда. Хроники за април 1876 година.   София, Народна младеж, 1976, 1986. с. 360. (на български)
- Тошков, Михаил. Ламар. Литературни анкети.   София, БАН, 1977. с. 273. (на български)
- Иван Врачев, Кольо Колев. Копривщица. Михаил Тошков: Пътниче пийни и помени.   София, ОФ, 1980. с. 312 – 318. (на български)
- Тошков, Михаил. Повярвай в моя бог. Роман-хроника за поп Груйо Бански.   Пловдив, Христо Г. Данов, 1984. с. 309. (на български)
- Тошков, Михаил. Гнездо на хищна птица.   София, Ерес, 1984. с. 64. (на български) (на английски)
- Тошков, Михаил. Летателен апарат.   София, Народна библиотека „Св. Св. Кирил и Методий“, 1998. с. 127. (на български) (на английски)
- Тошков, Михаил. Стъклено тяло.   София, Ерес, 2007. ISBN 978-954-8987-48-6. с. 245. (на български)
- Тошков, Михаил. Отвесната греда.   София, Ерес, 2010. ISBN 978-954-8987-44-8. с. 163. (на български)
- Тошков, Михаил. Нов „Наръчник на агитатора“.   София, Български писател, 2013. ISBN 9789544439422. с. 103. (на български)
- Тошков, Михаил. Аквариум.   София, Пропелер, 2014. ISBN 9789543922239. с. 128. (на български)
- Тошков, Михаил. Смъртта не е....   София, Български писател, 2015. ISBN 9789544438197. с. 388. (на български)